# Muto Shinichi
Shinichi Muto (sinh ngày 2 tháng 4 năm 1973) là một cầu thủ bóng đá người Nhật Bản.

## Sự nghiệp câu lạc bộ
Shinichi Muto đã từng chơi cho JEF United Ichihara và Oita Trinita.

## Thống kê câu lạc bộ

### J.League
| Đội                 | Năm       | J.League | J.League | J.League Cup | J.League Cup | Tổng cộng | Tổng cộng |
| Đội                 | Năm       | Trận     | Bàn      | Trận         | Bàn          | Trận      | Bàn       |
| ------------------- | --------- | -------- | -------- | ------------ | ------------ | --------- | --------- |
| JEF United Ichihara | 1992      | -        | -        | 0            | 0            | 0         | 0         |
| JEF United Ichihara | 1993      | 0        | 0        | 0            | 0            | 0         | 0         |
| JEF United Ichihara | 1994      | 7        | 0        | 0            | 0            | 7         | 0         |
| JEF United Ichihara | 1995      | 14       | 1        | -            | -            | 14        | 1         |
| JEF United Ichihara | 1996      | 18       | 2        | 12           | 0            | 30        | 2         |
| JEF United Ichihara | 1997      | 28       | 1        | 8            | 0            | 36        | 1         |
| JEF United Ichihara | 1998      | 32       | 3        | 6            | 1            | 38        | 4         |
| JEF United Ichihara | 1999      | 15       | 1        | 2            | 0            | 17        | 1         |
| JEF United Ichihara | 2000      | 25       | 2        | 2            | 0            | 27        | 2         |
| JEF United Ichihara | 2001      | 28       | 3        | 4            | 0            | 32        | 3         |
| JEF United Ichihara | 2002      | 25       | 0        | 7            | 3            | 32        | 3         |
| JEF United Ichihara | 2003      | 3        | 0        | 1            | 0            | 4         | 0         |
| Oita Trinita        | 2003      | 9        | 0        | 1            | 0            | 10        | 0         |
| Tổng cộng           | Tổng cộng | 204      | 13       | 43           | 4            | 247       | 17        |